# Heroine? Seijo? Iie, All Works Maid desu (ko)!
Heroine? Seijo? Iie, All Works Maid desu (ko)! (ヒロイン？聖女？いいえ、オールワークスメイドです（誇）！ Hiroin? Seijo? Īe, Ōruwākusu Meido Desu (Hoko)!?) es una serie de novelas ligeras japonesas escritas por Atekichi e ilustradas por Yukiko. La serie comenzó a publicarse en los sitios web de novelas generadas por usuarios Shōsetsuka ni Narō y Kakuyomu en febrero de 2017. Posteriormente, fue adquirida por TO Books, que comenzó a publicar la serie bajo su sello TO Bunko en marzo de 2020.
Una adaptación al manga ilustrada por Keiko comenzó a publicarse en el sitio web de Nico Nico Seiga bajo la marca Comic Corona de TO Books en mayo de 2021. Se ha anunciado una adaptación a anime para televisión producida por EMT Squared.

## Sinopsis
Celeste McMurdon recupera recuerdos de su vida pasada como Ritsuko Mizunami al ver a una criada de niña. En su vida pasada, mostró gran inteligencia, pero su vida se sentía vacía hasta que se enamoró de la criada durante un viaje a Inglaterra. Después, dedicó su vida a entrenarse para ser la criada perfecta. Sin embargo, murió en un accidente aéreo camino a Inglaterra para entrenarse. Tras la muerte de su madre por enfermedad, Celeste jura ser la mejor criada en su honor; una voz le dice que ha descifrado la magia. Sin que Celeste lo sepa, se ha reencarnado en la heroína de un juego otome llamado "Cinco Juramentos del Santo"; ya ha roto la trama al ignorar e ignorar todo lo que no sea cumplir el sueño de su vida pasada. Usando su magia, Celeste oculta su verdadero color de cabello y ojos, tras leer en el testamento de su madre que es hija ilegítima de un conde. Tomando el alias "Melody Wade", como otra precaución, se dirige para evitar ser arrastrada a una familia noble y que le nieguen su sueño nuevamente.

## Personajes
Celeste McMurdon (セレスティ・マクマーデン Seresuti Makumāden?) / "Melody Wade" (メロディ・ウェーブ Merodi Uēbu?)
 Seiyū: Yume Miyamoto
Luciana Rutleberg (ルシアナ・ルトルバーグ Rushiana Rutorubāgu?)
 Seiyū: Rumi Okubo

## Contenido de la obra

### Novelas ligeras
La serie está escrita por Atekichi e ilustrada por Yukiko. La serie se serializó en los sitios web de publicación de novelas generadas por usuarios Shōsetsuka ni Narō y Kakuyomu el 1 de febrero de 2017. Posteriormente fue adquirida por TO Books, que comenzó a publicar la serie con ilustraciones de Yukiko bajo su sello TO Bunko el 10 de marzo de 2020. Se han publicado siete volúmenes hasta el 15 de mayo de 2025.
| Volúmenes de novelas ligeras publicadas | Volúmenes de novelas ligeras publicadas | Volúmenes de novelas ligeras publicadas |
| Número                                  | Fecha de lanzamiento                    | ISBN                                    |
| --------------------------------------- | --------------------------------------- | --------------------------------------- |
| 1                                       | 10 de marzo de 2020                     | ISBN 978-4-86472-938-3                  |
| 2                                       | 20 de febrero de 2021                   | ISBN 978-4-86699-129-0                  |
| 3                                       | 20 de septiembre de 2023                | ISBN 978-4-86699-950-0                  |
| 4                                       | 15 de enero de 2024                     | ISBN 978-4-86794-046-4                  |
| 5                                       | 15 de mayo de 2024                      | ISBN 978-4-86794-181-2                  |
| 6                                       | 1 de octubre de 2024                    | ISBN 978-4-86794-324-3                  |
| 7                                       | 15 de mayo de 2025                      | ISBN 978-4-86794-571-1                  |

### Manga
Una adaptación al manga ilustrada por Keiko comenzó a serializarse en el sitio web de Nico Nico Seiga bajo la marca Comic Corona de TO Books el 10 de mayo de 2021. Los capítulos del manga se han recopilado en seis volúmenes tankōbon a partir de mayo de 2025.
| Volúmenes de manga publicados | Volúmenes de manga publicados | Volúmenes de manga publicados |
| Número                        | Fecha de lanzamiento          | ISBN                          |
| ----------------------------- | ----------------------------- | ----------------------------- |
| 1                             | 15 de julio de 2021           | ISBN 978-4-86699-272-3        |
| 2                             | 15 de marzo de 2022           | ISBN 978-4-86699-478-9        |
| 3                             | 15 de noviembre de 2022       | ISBN 978-4-86699-709-4        |
| 4                             | 15 de enero de 2024           | ISBN 978-4-86794-052-5        |
| 5                             | 1 de octubre de 2024          | ISBN 978-4-86794-320-5        |
| 6                             | 15 de mayo de 2025            | ISBN 978-4-86794-563-6        |

### Anime
Se anunció una adaptación televisiva de la serie de anime el 12 de mayo de 2025. La serie será producida por EMT Squared.